# Enchelycore
Enchelycore è un genere di pesci marini appartenenti alla famiglia Muraenidae.

## Distribuzione
Sono diffuse in tutti gli oceani.

## Descrizione
Presentano un corpo allungato, di solito marrone, grigiastro o bianco e nero. La specie con dimensioni maggiori è Enchelycore ramosa, che può raggiungere i 150 cm.

## Tassonomia
In questo genere sono riconosciute 13 specie:

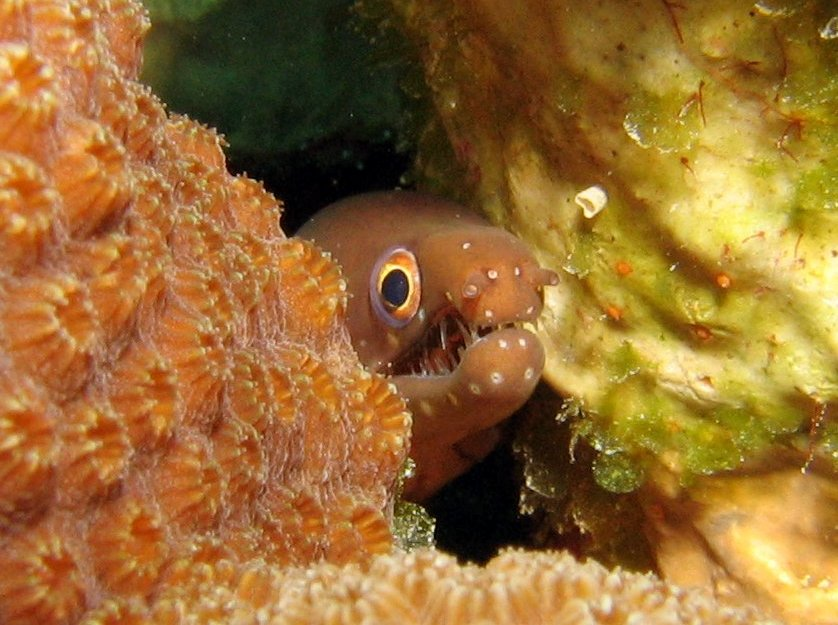
Enchelycore carychroa

- Enchelycore anatina
- Enchelycore bayeri
- Enchelycore bikiniensis
- Enchelycore carychroa
- Enchelycore kamara
- Enchelycore lichenosa
- Enchelycore nigricans
- Enchelycore nycturanus
- Enchelycore octaviana
- Enchelycore pardalis
- Enchelycore ramosa
- Enchelycore schismatorhynchus
- Enchelycore tamarae